# Гелдоф, Боб
Роберт Фредерик Зинон Гелдоф (англ. Robert Frederick Zenon Geldof; род. 5 октября 1951) — ирландский музыкант, актёр, общественный деятель. В музыке известен как лидер ирландской панк-рок группы The Boomtown Rats (после распада группы в 1986 году начал сольную карьеру). Широко известна его роль в фильме «Стена» группы Pink Floyd. В 1984 году он и Мидж Юр основали благотворительную супергруппу Band Aid для сбора денег в помощь голодающим детям Эфиопии, после чего, в следующем году, ими был организован благотворительный концерт «Live Aid». В 2005 году организовал благотворительный фестиваль «Live 8», прошедший в странах большой восьмерки. Также помогал в качестве консультанта в проекте ONE Campaign, созданным ирландским гуманистом Боно. В 2006 и 2008 годах был номинирован на Нобелевскую премию мира, получил титул Человек мира, за выдающийся вклад в поддержку международной социальной справедливости и мира, а также множество других наград и номинаций.
Боб Гелдоф — почётный рыцарь-командор ордена Британской Империи; хотя в прессе и разговорной речи его иногда называют «Сэр Боб Гелдоф», он формально не имеет права на приставку «сэр», так как не является подданным английской королевы.
Дочь — британская журналистка Пичес Гелдоф.

## Ранние годы
Гелдоф родился и вырос в городе Дун-Лэаре, Ирландия. Его отец Роберт был сыном бельгийского эмигранта Зинона Гелдофа (род.1881 г.), повара в отеле, и Амелии Фальк, англичанки еврейского происхождения (род. в 1873 г. в Лондоне). В возрасте 41 года мать Гелдофа Эвелин, страдающая от головных болей, скоропостижно скончалась от инсульта.
Гелдоф окончил колледж Blackrock в Дублине, католические идеалы которого он не любил. Поработав мясником, дорожным землекопом, а также на консервной фабрике в Визбите, он начал карьеру музыкального журналиста в Ванкувере, Канада, в еженедельнике Georgia Straight.

## Музыкальная карьера

### The Boomtown Rats
По возвращении в Ирландию в 1975 году, он стал ведущим вокалистом в группе The Boomtown Rats, тесно связанной с панк-движением. В 1978 году The Boomtown Rats выпустили свой первый сингл № 1 Rat Trap, который стал первым нововолновым лидером хит-парада в Британии. В 1979 году группа достигла мирового признания со своим вторым хитом № 1 «I Don’t Like Mondays». Успех песни был неоднозначным — Гелдоф написал её после того, как узнал о калифорнийской школьнице Бренде Спенсер, которая расстреляла учеников своей школы, а впоследствии на вопрос о причине своего поступка ответила: «Я не люблю понедельники».
В 1980 году The Boomtown Rats выпустили альбом Mondo Bongo. Сингл из него «Up All Night» в 1981 году стал хитом в США, клип транслировался на MTV.
Гелдоф быстро стал известен благодаря своим интервью. Во время первого появления группы на ирландском шоу «The Late Late Show» Гелдоф активно обвинял ирландских политиков и Католическую Церковь во многих проблемах в стране, и отвечал монахиням в студии, которые пытались перекричать его, что у них была «легкая жизнь без материальных забот, взамен которых они отдали душу и тело церкви». Также он критиковал свою старую частную школу Blackrock College. Это интервью вызвало шум по всей стране, сделав невозможными дальнейшие выступления The Boomtown Rats в Ирландии (кроме одного концерта в замке Лейкслип в 1980 году).

### После The Boomtown Rats

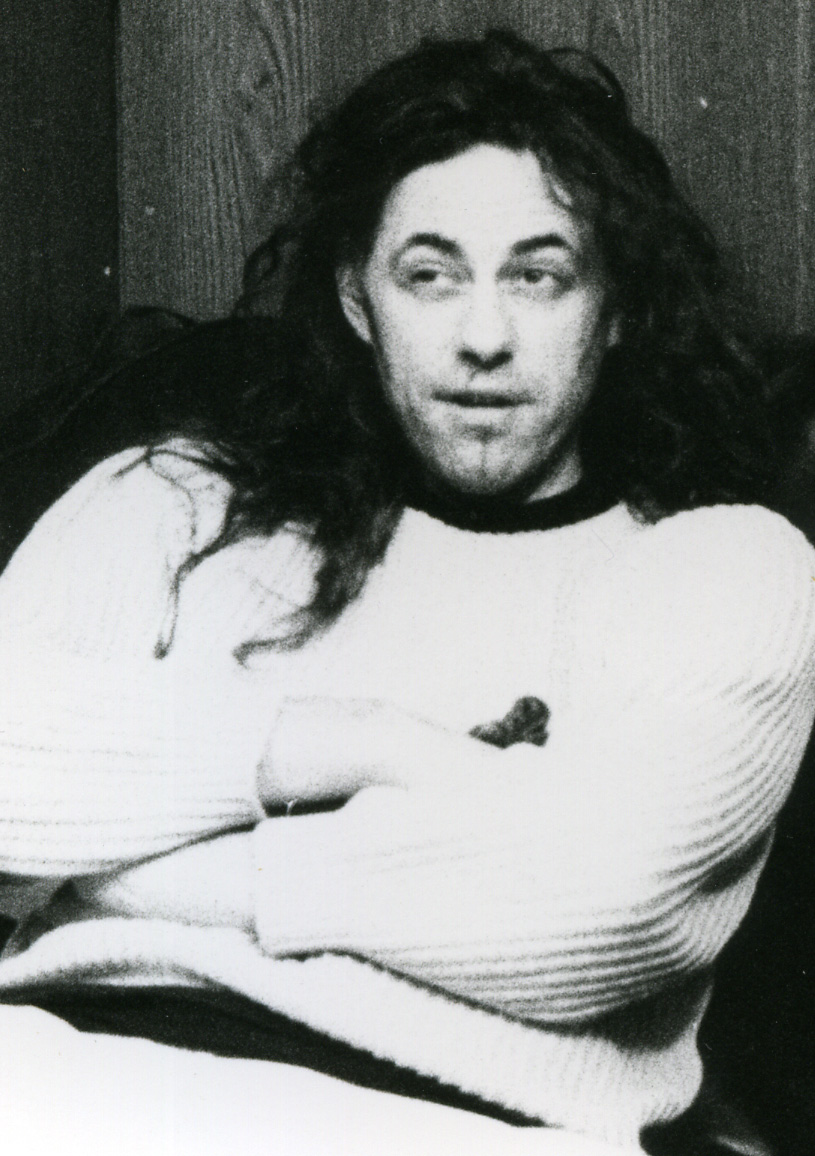
Гелдоф в 1991 году

Гелдоф покинул The Boomtown Rats в 1986 году для того, чтобы начать сольную карьеру и опубликовать свою автобиографию под названием «Is That It?», ставшую бестселлером. Его первые сольные записи продавались хорошо, в их числе были хиты «This Is The World Calling» (в соавторстве с Дэйвом Стюартом из Eurythmics) и «The Great Song of Indifference». Он также иногда выступал с другими музыкантами, такими как Дэвид Гилмор из Pink Floyd и Thin Lizzy. Исполнение «Comfortable Numb» с Дэвидом Гилмором выпущено в 2002 году на DVD «David Gilmour in Concert».
В 1992 году выступил на концерте памяти Фредди Меркьюри с оставшимися членами группы Queen на стадионе Уэмбли, исполнив песню «Too Late God».
Гелдоф также работал диджеем на радио XFM. В 1998 году по ошибке объявил о смерти Иэна Дьюри от рака, что побудило газету New Musical Express назвать Гелдофа худшим диджеем в мире.
Вместе с Боно из U2 он был долгое время, с 2000 года, предан кампании по сокращению долгов развивающихся стран. Его работа в этой области, включающая организацию концертов Live 8, привела к большому перерыву в музыкальной деятельности после альбома «Sex, Age & Death», вышедшего в 2001 году.
После Live 8 Гелдоф вернулся к музыкальной карьере с выпуском в конце 2005 года бокс-сета «Great Songs of Indifference — The Anthology 1986—2001», содержащего все сольные альбомы. После этого релиза Гелдоф отправился в тур, прошедший с переменным успехом. А в 2011 году вышел первый за 10 лет студийный альбом «How To Compose Popular Songs That Will Sell».

## Благотворительная деятельность
Первая крупная благотворительная акция состоялась в сентябре 1981 года, когда он выступил на шоу «The Secret Policeman’s Other Ball» организации «Международная амнистия», по приглашению продюсера Мартина Льюиса, и исполнил «I Don’t Like Mondays»

### Band Aid
В 1984 году Гелдоф отреагировал на репортажи о голоде в Эфиопии призывом к музыкальному миру сделать с этим хоть что-нибудь. С Миджем Юром из группы Ultravox он написал песню «Do They Know It's Christmas?» («Знают ли они, что сейчас Рождество?») для сбора средств голодающим. Песня была записана большим количеством разных исполнителей, выступивших под коллективным названием Band Aid.
В первую неделю после выпуска сингл стал рекордсменом по скорости продаж, занял первое место в чартах и был продан в количестве более трех миллионов копий, став самым продаваемым синглом в Соединенном Королевстве до того момента и сохраняя этот титул в течение 13 лет. Песня также стала крупным хитом в США, несмотря на то, что от Рождества до выпуска сингла прошло много времени. «Do They Know It's Christmas?» вернулась в британские чарты годом спустя, заняв третью позицию, и собрав в конечном счете более 8 миллионов фунтов.
На волне этого успеха началась подготовка к крупнейшему рок-концерту в истории, запланированному на предстоящее лето.

### Live Aid
Изучив проблему, Гелдоф выяснил, что одной из причин, по которым африканские народы оказались в страшной опасности, были выплаты по кредитам, которые их страны взяли в западных банках. На каждый пожертвованный в помощь фунт приходилось десять фунтов, которые должны были покинуть эти страны в качестве выплат по долгам. Стало очевидным, что одной песни недостаточно.
13 июля 1985 года Гелдоф и Юр организовали Live Aid, грандиозные концерты, одновременно прошедшие на стадионе Уэмбли в Лондоне и Стадионе имени Джона Фицджеральда Кеннеди в Филадельфии, США. BBC освободило свой эфир на 16 часов и концерты транслировались в прямом эфире по телевидению и радио.
Это было самое монументальное шоу в истории, включающее перелет Фила Коллинза на Конкордe из Англии в Америку, что позволило ему выступить в тот день и на Уэмбли и в Филадельфии.
Спустя почти семь часов после концерта в Лондоне, Гелдоф дал известное интервью, в котором пожаловался на миллионы телезрителей, использовав слово «fuck». Дело в том, что представитель BBC Дэвид Хипворт, бравший то интервью, начал было зачитывать список адресов, на которые можно было переводить деньги, но Гелдоф прервал его на середине, крикнув: «К чёрту адреса, нам нужны цифры!» («Fuck the address let’s get the numbers!»). После этого количество денежных переводов возросло до 300 фунтов в секунду.
Шокирующее видео об умирающих детях, показанное под песню «Drive» группы The Cars, также способствовало успеху концерта.
В целом Live Aid собрал более 150 миллионов фунтов в пользу голодающих. Впоследствии, Гелдоф был посвящён в рыцари, на тот момент ему было 34 года.
Большая часть собранных денег были отправлены общественным организациям Эфиопии, некоторые из которых находились под влиянием или были контролируемы военной хунтой Временного военно-административного совета Эфиопии. Некоторые журналисты высказывали предположения, что военно-административный совет мог использовать собранные деньги для переселения людей, в результате которого как минимум 3 миллиона людей были выселены и от 50 до 100 тысяч убиты. Однако, в ноябре 2010 года BBC официально принесла извинения Гелдофу за их заблуждения относительно Band Aid, сказав, что у них не было никаких данных и о том, что деньги Band Aid использовались для покупки оружия.

### Комиссия для Африки
В январе 2004 года, будучи у друзей в Эфиопии, Гелдоф узнал, что сейчас голодает ещё больше людей, чем погибло от голода в 1984/85 годах. Он позвонил премьер-министру Великобритании Тони Блэру из Аддис-Абебы. Итогом стала «Комиссия для Африки». Блэр пригласил Гелдофа и ещё 16 комиссионеров, в основном Африканских политиков, для изучения проблем Африки. Они сделали два заключения: странам Африки нужны изменения, искореняющие коррупцию в правительствах и армии, а более богатые страны должны поддержать их в этих переменах. Это подразумевало удвоенную помощь, отмену долгов и реформу торговых отношений. Комиссия составила детальный план по достижению этих целей, который был обнародован в марте 2005 года. В последующие месяцы стало ясно, что мировые лидеры не отнеслись к нему серьёзно. Чтобы привлечь внимание к проблеме, Гелдоф решил организовать новую международную акцию для Африки, в виде восьми одновременных концертов по всему миру, тем самым оказав давление на Большую восьмерку. Он назвал её Live 8. Программа Комиссии впоследствии стала основой для саммита Большую восьмерки 2005 года в отеле Глениглс (Шотландия).

### Африканская группа продвижения
Гелдоф является членом Африканской группы продвижения, независимой организации, созданной по рекомендации Комиссии для Африки. Группа образована в апреле 2007 года с целью сфокусировать внимание мировых лидеров на выполнении их обязательств на континенте. Группа обнародовала свою программу в Лондоне в понедельник 16 июня 2008 года под заголовком «Развитие Африки: Обещания и перспективы».

### DATA и ONE Campaign

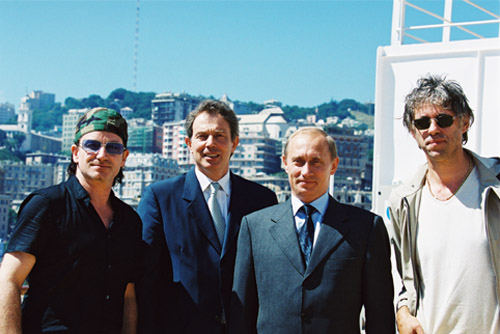
Генуя, 2001 год. Слева направо: Боно, Тони Блэр, Владимир Путин, Боб Гелдоф

Гелдоф тесно работал с DATA (Debt, AIDS, Trade, Africa), организацией, созданной Боно из группы U2 в 2002 году для продвижения программы списания долгов, торговли со странами третьего мира, борьбы со СПИДом в Африке. Она слилась с кампанией ONE Campaign в 2008 году, где Гелдоф также активно работал. В июне 2009 года, от имени ONE Campaign он участвовал в редактировании специального издания итальянской газеты La Stampa, освещающего 35-й саммит Большой восьмерки.

### Всемирный форум молодёжи One Young World
Гелдоф являлся консультантом Всемирного Форума Молодёжи One Young World, глобальной некоммерческой организации, целью которой было активное продвижение и рекламирование идеи социальной ответственности политических и деловых лидеров, формирование у молодежи (будущих лидеров) ясного осознания необходимости ответственного отношения к будущему планеты

### Live 8

Live 8

В марте 2005 года Гелдоф и Юр анонсировали проект Live 8, нацеленный на понимание проблем Африки, включающих государственные долги, торговые барьеры, голод, СПИД. Гелдоф организовал серию концертов 2 июля 2005 года в крупных городах развитых стран мира. В них участвовали музыканты разных направлений со всего мира. Концерты прошли в Лондоне, Париже, Берлине, Риме, Филадельфии, Барри, Тибе, Йоханнесбурге, Москве, Корнуолле и Эдинбурге.
Концерты были бесплатными и прошли в преддверии саммита Большой восьмерки в Глениглсе (6 июля). Юр организовал заключительный концерт в Эдинбурге. «Парни и девушки с гитарами в конечном счете перевернут этот мир» — заявил тогда Гелдоф. Концерт в Лондоне был примечателен первым с 1981 года выступлением группы Pink Floyd в классическом составе, с басистом Роджером Уотерсом.

### Band Aid 30
В 2014 году в связи с эпидемией лихорадки Эбола в Африке Гелдоф и Мидж Юр снова объединились. За основу нового благотворительного проекта была взята песня «Do They Know It’s Christmas?». Её текст изменили в соответствии с происходящими событиями. Средства, собранные с продажи сингла, должны были пойти на помощь людям, чьи близкие пострадали от вируса. На запись были приглашены такие исполнители, как Боно, Рита Ора, группа One Direction, Шинед О’Коннор и многие другие. В проект приглашалась и певица Адель, которая, впрочем, на запись не явилась.
Критика и в этот раз не обошла проект. В одном из интервью на Sky News, когда Гелдофу предъявили претензии по поводу того, что «было бы лучше, если бы приглашённые артисты просто выплачивали налоги», а сама инициатива — лишь «потакание мифам о том, что избитая песня может спасти Африку», он дважды выругался в эфире.
Однако суммы были собраны значительные, а песня добралась до второй строчки английских хит-парадов и даже исполнялась на британском шоу X Factor.

## Критика благотворительной деятельности

### Критика Band Aid/Live Aid
В 1985 году певец Моррисси жестко раскритиковал Песню «Do They Know It's Christmas?»:
«Я не боюсь говорить, что я считаю группу Band Aid дьявольской. Или что Боб Гелдоф мне отвратителен. Многих людей это огорчит, но я могу об этом сказать так громко, как хотите. Прежде всего, эта вещь абсолютно немелодична. Можно беспокоиться о людях Эфиопии, но эта вещь доставляет ежедневную пытку людям Англии. К этой ужасной записи была привлечена масса талантов. И это не было сделано незаметно, это была самая наглая акция в истории популярной музыки.»
В 1986 году анархистская группа Chumbawamba выпустила альбом «Pictures of Starving Children Sell Records», который также как и EP, озаглавленный «We Are the World», был записан совместно с американской группой «A State of Mind» и содержал анти-капиталистическую критику феномена Band Aid/Live Aid. Они утверждали, что «Do They Know It's Christmas?» была прежде всего косметическим спектаклем, созданным с целью отвлечь внимание от реальных политических причин мирового голода.
Мультфильм «Private Eye» показал двух истощенных эфиопцев, один из которых говорил: «У нас есть голод, в помощь угасающим рок-звездам»

### Критика Live 8
Будучи частью кампании «Сделаем бедность историей», Live 8 подвергался нападкам этой кампании за то, что был запланирован на тот же день, что и огромный марш кампании в Эдинбурге, о котором говорили, что это крупнейший социальный марш справедливости в шотландской истории.
Гелдофа также критиковали за недостаток африканских музыкантов, представленных на Live 8. На что он отвечал, что только наиболее известные исполнители могут собрать огромную аудиторию, необходимую для привлечения мирового внимания в начале саммита Большой восьмерки. Он добавил, что у публики Европы и США нет достаточного интереса к африканской музыке. Привлечение африканских артистов могло подорвать эффективность концерта.
На подходе к саммиту Большой восьмерки, Гелдоф, который был членом Комиссии для Африки Тони Блэра, заклеймил критиков саммита позором. Некоторые ведущие африканские активисты попросили Гелдофа оставить глобальное движение борьбы с бедностью.
Были также обвинения, что Live 8 оказал поддержку персональным и политическим программам Тони Блэра и Гордона Брауна, особенно в преддверии выборов. Хотя многие чувствовали, что это британские политики приняли программу Гелдофа, а не наоборот, это привело к обвинениям, что Гелдоф поставил под угрозу свои цели.
Критика Live 8 со стороны СМИ выглядела большим контрастом по сравнению с тем, как освещался когда-то Live Aid.
Обещания, сделанные для Африки на саммите в Глениглз, были активно расхвалены: «величайший саммит для Африки» (Кофи Аннан), «увеличивает перспективы в помощи беднейшим странам» (экономист Джеффри Сакс), «прорыв по долговым обязательствам» (Кевин Уэйкинс, до недавнего времени глава аналитического отдела Oxfam). Однако многие службы по оказанию помощи объявили о своем разочаровании результатами, чувствуя, что жесткие условия, навязанные африканским странам для списания долгов, сделали их не намного богаче. Многие критики настаивали на том, что Live 8 был скорее организован для реабилитации стареющих рок-звезд, включая самого Гелдофа, чем для бедных людей Африки. Сам Гелдоф не пытался возродить свою музыкальную карьеру, хотя как сообщал журнал «New Internationalist», с тех пор как он стал заметной фигурой в деле спасения Африки, были переизданы записи The Boomtown Rats.

## Другие гуманитарные инициативы
В 2009 году присоединился к проекту «Солдаты мира», движению против всех войн и за глобальный мир.

## Бизнесмен

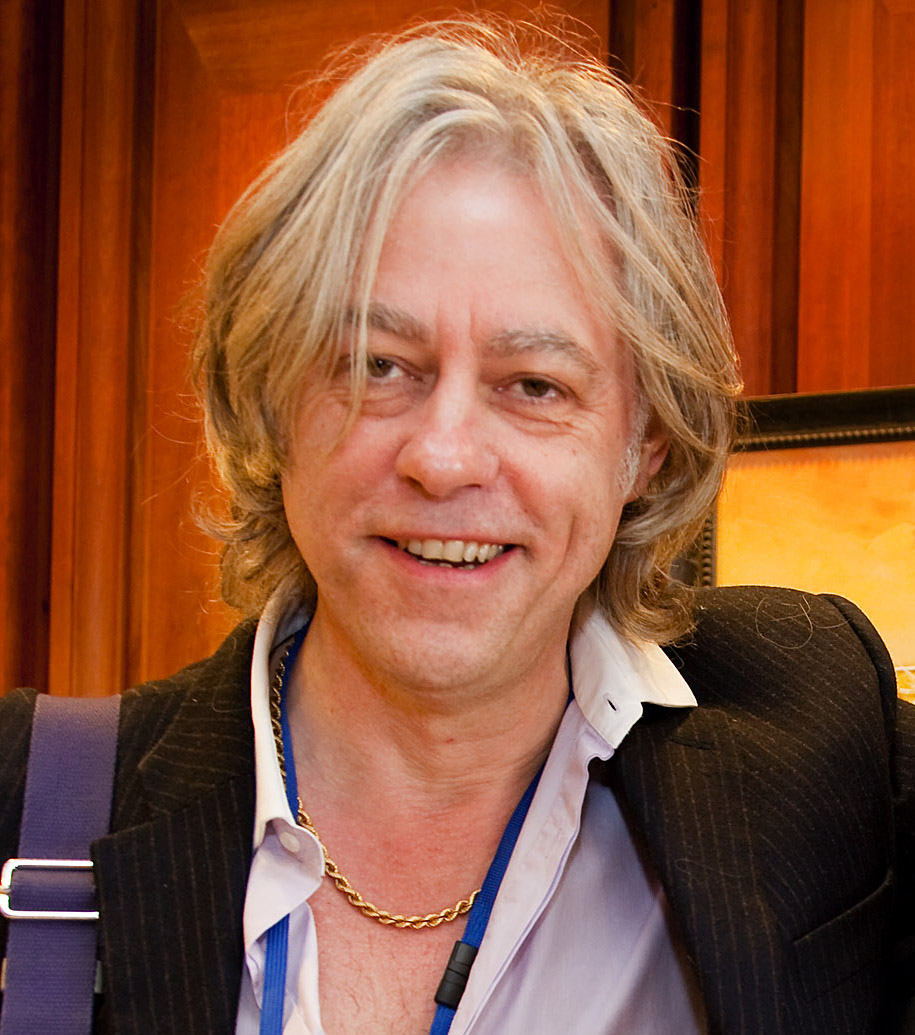
Гелдоф в 2009 году

В 1992 году Гелдоф утвердился как бизнесмен, став совладельцем телевизионной компании «Planet 24». Компания была продана «Carlton TV» в 1999 году. А сразу после этого Гелдофом и его партнером Алексом Конноком была основана телекомпания «Ten Alps». Продуктом компании является образовательный сайт www.schoolsworld.tv, на котором размещено 3500 видеороликов с бывшего правительственного проекта Teachers TV.
C 2009 является покровителем Эксетерского Общества Предпринимателей, базирующегося в Эксетерском университете.
Состояние Гелдофа оценивалось журналом Broadcast в 2001 году в 30 миллионов фунтов.

## Личная жизнь
Долгое время подругой, а впоследствии и женой Гелдофа была Пола Йэтс. Она была рок-журналисткой, ведущей музыкального шоу «The Tube». Известна также по интервью в шоу «The Big Breakfast». Гелдоф познакомился с Йэтс, когда та была одержимой фанаткой The Boomtown Rats, в начале карьеры группы. Гелдоф и Йэтс стали парой в 1976 году, когда она прилетела в Париж и сделала ему сюрприз, когда группа там выступала.
Прежде чем они поженились, у них родилась дочь Фифи Триксибелль Гелдоф. После 10 лет совместной жизни, в июне 1986 года, Боб и Пола поженились в Лас-Вегасе, Саймон Ле Бон (из Duran Duran) был шафером. Позже у пары родились ещё две дочери, Пичес Ханниблоссом Гелдоф (известная как Пичес Гелдоф) (1989—2014) и Литтл Пикси Гелдоф (известная как Пикси Гелдоф), родившаяся 17 сентября 1990 года.
В 1995 году Йэтс оставила Гелдофа ради Майкла Хатченса, солиста группы INXS, с которым она познакомилась несколькими годами ранее, когда брала у него интервью для «The Tube», и встретилась снова в 1994 году, когда брала интервью уже для «The Big Breakfast». Гелдоф и Йэтс развелись в мае 1996 года, и Йэтс ушла к Хатченсу. У Йэтс и Хатченса 22 июля 1996 года родилась дочь Хэвенли Хираани Тайгер Лили.
Впоследствии Хатченс совершил самоубийство, он был найден повешенным в гостиничном номере 22 ноября 1997 года.
Гелдоф вскоре обратился в суд и получил полную опеку над его собственными тремя дочерьми и с тех пор стал активным защитником отцовских прав. После смерти Полы Йэтс от передозировки наркотиков и алкоголя в 2000 году, и согласия родителей Хатченса, Гелдоф стал законным опекуном Тайгер Лили, веря, что она будет расти вместе с её тремя сестрами. Гелдоф формально удочерил её, изменив её имя на дочь Хэвенли Хираани Тайгер Лили Хатченс Гелдоф, хотя она использует просто имя Тайгер Хатченс-Гелдоф.
В настоящее время Гелдоф живёт в Баттерси, Южный Лондон, со своей подругой, французской актрисой Жанной Марин, и Тайгер.
Его отец умер 26 августа 2010 года в возрасте 96 лет.

## Дискография

### Deep in the Heart of Nowhere
Выпущен: Ноябрь 1986
Лейбл: Mercury (UK) / Atlantic (US)
Первый сольный альбом, выпущенный после ухода из The Boomtown Rats, добравшийся до 79 места в британских чартах.
Все песни написаны Гелдофом, кроме указанных отдельно.
1. «This Is the World Calling» (Б.Гелдоф, Р.Дум) — 4:29
2. «In the Pouring Rain» — 4:30
3. «August Was a Heavy Month» — 5:07
4. «Love Like a Rocket» (Б.Гелдоф, Р.Дум) — 5:23
5. «I Cry Too» — 4:25
6. «When I Was Young» — 5:51
7. «This Heartless Heart» — 4:13
8. «The Beat of the Night» — 5:33
9. «Truly, True Blue» — 1:19
10. «Pulled Apart by Horses» — 4:29
11. «Words from Heaven» — 4:40
12. «Good Boys in the Wrong» — 5:18
13. «Night Turns to Day» — 4:53
14. «Deep in the Heart of Nowhere» — 1:19

### The Vegetarians of Love
Выпущен: июль 1990
Лейбл: Mercury
The Vegetarians of Love — также называлась группа Гелдофа, принимавшая участие в записи альбома. Также соавтором Гелдофа был Дэвид Стюарт (из The Eurythmics). C альбомом было выпущено три сингла, один из которых, «The Great Song of Indifference», вошёл в британский топ 40, заняв 15-ю строчку. Композиции создавались под сильным влиянием ирландского фольклора, а в аранжировках использовались орган, аккордеон и скрипки.
Все песни написаны Гелдофом, кроме указанных отдельно.
1. «A Gospel Song» — 5:24
2. «Love or Something» (Б.Гелдоф, Д.Стюарт) — 4:39
3. «The Great Song of Indifference» — 4:38
4. «Thinking Voyager 2 Type Things» (Б.Гелдоф, П.Брикетт) — 8:20
5. «Big Romantic Stuff» — 4:06
6. «Crucified Me» — 2:09
7. «The Chains of Pain» (Б.Гелдоф, Д.Митчелл) — 3:43
8. «A Rose at Night» — 5:42
9. «No Small Wonder» (Б.Гелдоф, Д.Митчелл) — 4:46
10. «Walking Back to Happiness» — 7:29
11. «Let It Go» — 4:40
12. «The End of the World» — 1:52

### The Happy Club
Выпущен: 1993
Лейбл: Mercury (UK) / Atlantic (US)
Все песни написаны Гелдофом, кроме указанных отдельно.
1. «Room 19» — 5:14
2. «Attitude Chicken» — 4:36
3. «The Soft Soil» — 7:29
4. «A Hole to Fill» — 5:05
5. «The Song of the Emergent Nationalist» (Б.Гелдоф, Дж. Моусис) — 6:55
6. «My Hippy Angel» — 5:31
7. «The Happy Club» (Б.Гелдоф, К.Вэллингер) — 4:05
8. «Like Down on Me» — 5:58
9. «Too Late God» (Б.Гелдоф, К.Хайд) — 3:46
10. «Roads of Germany (After B.D.)» — 5:14
11. «A Sex Thing» — 5:09
12. «The House at the Top of the World» (Б.Гелдоф, Р.Смит) — 4:13

### Loudmouth — The Best of Bob Geldof & The Boomtown Rats
Выпущен: июль 1994
Лейбл: Vertigo
Сборник лучших песен Боба Гелдофа и The Boomtown Rats. Состоит большей частью из песен The Boomtown Rats и нескольких сольных вещей Гелдофа.
Все песни написаны Гелдофом, кроме указанных отдельно.
1. «I Don’t Like Mondays» — 4:17
2. «This Is the World Calling» (Р.Дум, Б.Гелдоф) — 4:23
3. «Rat Trap» — 4:51
4. «The Great Song of Indifference» — 4:35
5. «Love or Something» (Б.Гелдоф, Д.Стюарт) — 4:32
6. «Banana Republic» (П.Брикетт, Б.Гелдоф) — 3:29
7. «Crazy» (Р.Дум,Б.Гелдоф, О.Ромо) — 4:29
8. «The Elephant’s Graveyard» — 3:42
9. «Someone’s Looking at You» — 4:22
10. «She’s So Modern» (Дж. Фингерс, Б.Гелдоф) — 2:56
11. «House on Fire» — 4:46
12. «The Beat of the Night» — 5:06
13. «Diamond Smiles» — 3:49
14. «Like Clockwork» (П.Брикетт,С.Кроу, Б.Гелдоф) — 3:38
15. «Room 19 (Sha La La La Lee)» — 3:41
16. «Mary of the 4th Form» — 3:30
17. «Lookin' After No. 1» — 3:08

### Sex, Age & Death
Выпущен: Октябрь 2001
Лейбл: Eagle Records
Выпущенный после большого перерыва, четвёртый альбом довольно жесткий, а временами агрессивный настрой песен, их динамика и столкновение контрастов свидетельствовали о том, что общественно-политическая активность не смягчила сердце Боба Гелдофа, и музыка не превратилась для него в лирическую отдушину, а оставалась ещё одним способом бороться с равнодушием, приспособленчеством и потаканием насилию.
Все песни написаны Гелдофом, кроме указанных отдельно.
1. «One for Me» — 4:59
2. «$6,000,000 Loser» (Б.Гелдоф, П.Брикетт) — 4:23
3. «Pale White Girls» — 4:58
4. «The New Routine» (Б.Гелдоф, П.Брикетт) — 5:25
5. «Mudslide» — 4:50
6. «Mind in Pocket» (Б.Гелдоф, П.Брикетт) — 4:37
7. «My Birthday Suit» — 2:58
8. «Scream in Vain» — 4:59
9. «Inside Your Head» (Б.Гелдоф, Дж. Тернбулл) — 4:38
10. «10:15» — 3:21

### How To Compose Popular Songs That Will Sell
Выпущен: 7 февраля 2011
Лейбл: Mercury
Все песни написаны Гелдофом, кроме указанных отдельно.
1. «How I Roll» (Б.Гелдоф, П.Брикетт, Е.Джилкисон) — 3:03
2. «Blowfish» (Б.Гелдоф, П.Брикетт) — 4:07
3. «She’s a Lover» — 4:30
4. «To Live in Love» — 4:05
5. «Silly Pretty Thing» — 4:02
6. «Systematic 6-Pack» — 3:31
7. «Dazzled by You» — 2:41
8. «Mary Says» (Б.Гелдоф, П.Брикетт) — 4:52
9. «Blow» — 4:55
10. «Here’s to You» — 7:59

### Синглы
| Год  | Название                         | Позиция в чартах | Позиция в чартах | Позиция в чартах | Позиция в чартах | Позиция в чартах | Позиция в чартах | Позиция в чартах | Позиция в чартах | Позиция в чартах | Альбом                                                 |
| Год  | Название                         | UK               | AUS              | GER              | IRE              | NL               | NOR              | SWE              | SWI              | US               | Альбом                                                 |
| ---- | -------------------------------- | ---------------- | ---------------- | ---------------- | ---------------- | ---------------- | ---------------- | ---------------- | ---------------- | ---------------- | ------------------------------------------------------ |
| 1986 | «This Is the World Calling»      | 25               | —                | 28               | 2                | 29               | 1                | 10               | 18               | 82               | Deep in the Heart of Nowhere                           |
| 1987 | «Love Like a Rocket»             | 61               | —                | —                | 21               | —                | —                | —                | —                | —                | Deep in the Heart of Nowhere                           |
| 1987 | «Heartless Heart»                | —                | —                | —                | —                | —                | —                | —                | —                | —                | Deep in the Heart of Nowhere                           |
| 1987 | «I Cry Too»                      | —                | —                | —                | —                | —                | —                | —                | —                | —                | Deep in the Heart of Nowhere                           |
| 1987 | «In the Pouring Rain»            | —                | —                | —                | —                | —                | —                | —                | —                | —                | Deep in the Heart of Nowhere                           |
| 1990 | «The Great Song of Indifference» | 15               | —                | 20               | 7                | 16               | —                | —                | —                | —                | Vegetarians of Love                                    |
| 1990 | «Love or Something»              | 86               | —                | 55               | —                | —                | —                | —                | —                | —                | Vegetarians of Love                                    |
| 1990 | «A Gospel Song»                  | —                | —                | —                | —                | —                | —                | —                | —                | —                | Vegetarians of Love                                    |
| 1992 | «Room 19 (Sha La La La Lee)»     | —                | —                | 53               | —                | —                | —                | —                | —                | —                | Happy Club                                             |
| 1992 | «My Hippy Angel»                 | —                | —                | —                | —                | —                | —                | —                | —                | —                | Happy Club                                             |
| 1993 | «The Happy Club»                 | —                | —                | —                | —                | —                | —                | —                | —                | —                | Happy Club                                             |
| 1993 | «Yeah, Definitely»               | —                | —                | —                | —                | —                | —                | —                | —                | —                | Happy Club                                             |
| 1994 | «Crazy»                          | 65               | —                | 72               | —                | —                | —                | —                | —                | —                | Loudmouth — The Best of Bob Geldof & The Boomtown Rats |
| 1996 | «Rat Trap»                       | —                | —                | —                | 1                | —                | —                | —                | —                | —                |                                                        |
| 2002 | «Pale White Girls»               | —                | —                | —                | —                | —                | —                | —                | —                | —                | Sex Age & Death                                        |
| 2011 | «Silly Pretty Thing»             | 146              | —                | —                | —                | —                | —                | —                | —                | —                | How To Compose Popular Songs That Will Sell            |
| 2011 | «Here’s To You»                  | —                | —                | —                | —                | —                | —                | —                | —                | —                | How To Compose Popular Songs That Will Sell            |

## Появления в фильмах
- «Pink Floyd The Wall» (1982) — Пинк
- «Номер Один» (1985) — Гарри «Флэш» Гордон
- «Spiceworld» (1997) — в роли себя (камео)
- «Быть Миком» (2001) — камео
- «Я — Боб» (короткометражный фильм, 2007)
- «О, мой Бог» (2009) — камео
- «Плохая девочка» (2012) — Джордж

В фильме «Богемская рапсодия» (2018) роль Гелдофа исполнил Дермот Мёрфи.
Также появляется как персонаж в телефильме «Когда Харви встретил Боба», 2010 (роль Гелдофа исполняет Донал Глисон).